# Gran Premio del Belgio 2001
Il Gran Premio del Belgio 2001 è stato la quattordicesima prova del Campionato mondiale di Formula 1 2001. Disputata il 2 settembre sul circuito di Spa-Francorchamps, la corsa fu vinta da Michael Schumacher su Ferrari; il pilota tedesco conquistò così la cinquantaduesima vittoria in carriera, superando Alain Prost nella graduatoria dei piloti più vincenti di sempre. Dietro di lui giunsero David Coulthard e Giancarlo Fisichella, che completarono il podio. A punti arrivarono anche Mika Häkkinen, Rubens Barrichello e, per l'ultima volta in carriera, Jean Alesi.
Il Gran Premio fu caratterizzato da un incidente occorso a Luciano Burti, che, a causa di una collisione con Eddie Irvine, subì il distacco dell'alettone della propria vettura, che perse deportanza e andò a schiantarsi contro una barriera di gomme a oltre 250 chilometri orari. Il pilota brasiliano ne uscì senza gravi lesioni, riportando solamente una commozione cerebrale, ma la sua carriera in F1 si interruppe.
A livello di audience la gara fece registrare ascolti ragguardevoli: in Italia tenne davanti alla TV oltre 11 milioni di persone con uno share vicino al 70%, mentre la televisione belga RTBF fece segnare uno dei picchi d'ascolto più alti di tutto l'anno con oltre 600 000 spettatori e il 53% di share.

## Vigilia

### Organizzazione della gara
La manifestazione sportiva venne organizzata dal Royal Automobile Club of Belgium. Per l'occasione non si effettuò alcuna modifica al circuito, ma venne ampliata la sala stampa. Oltre al Gran Premio di Formula 1 erano previsti, come gare di contorno, gli appuntamenti di Formula 3000, che si sarebbe disputata al sabato pomeriggio, e Porsche Supercup, il cui svolgimento venne previsto la domenica mattina.

### Prospettive future
Alla vigilia della gara la FIA rese nota la prima bozza di calendario per la stagione 2002. Questa versione del documento, poi confermata, non vedeva cambiamenti rispetto al 2001, eccezion fatta per l'inversione di date tra il Gran Premio di Francia e quello di Gran Bretagna. Nello stesso tempo, però, Bernie Ecclestone mise in dubbio la permanenza della gara belga nel 2003 (come infatti accadde, visto che la corsa tornò a disputarsi dal 2004) a causa della stringente normativa sul tabacco, introdotta nel 1997, che impediva la pubblicità di prodotti da questo derivati anche durante i grandi eventi sportivi.
Questa dichiarazione suscitò immediatamente la reazione di Serge Kubla, ministro vallone dell'economia, e dei media belgi, i quali evidenziarono come il Gran Premio era una delle principali fonti di sostentamento del turismo, visto che portava nelle casse degli alberghi della provincia di Liegi una cifra superiore ai 200 milioni di franchi e le vendite di biglietti, souvenir e gadget vari generavano introiti compresi tra i 500 e i 700 milioni, i quali andavano nelle casse della società di Ecclestone.

### Aspetti tecnici
La Williams fu la squadra che portò il maggior numero di novità tecniche per l'appuntamento mondiale in terra belga: venne infatti utilizzata da Ralf Schumacher una versione evoluta della FW23. Questa era caratterizzata da un telaio realizzato con nuove tecniche di fabbricazione, più leggero di circa tre chilogrammi rispetto al precedente, grazie alle modifiche apportate nella zona di attacco con le fiancate, che a loro volta divennero più schiacciate, seppur avessero pinne laterali più larghe ed evidenti. L'idea dei progettisti era infatti quella di migliorare l'aerodinamica della monoposto favorendo una migliore penetrazione dei flussi d'aria. Vennero modificati anche il profilo estrattore, con canali più alti e squadrati, e i radiatori, resi più piccoli. Differente pure l'alettone anteriore, che presentava una inedita pinna al suo interno.
Anche la Ferrari presentò un nuovo alettone anteriore, caratterizzato da un insieme di soluzioni già provate nei precedenti Gran Premi e adattati per l'esigenza alla gara belga, mentre la McLaren non apportò nuove modifiche alle proprie vetture. Benetton, Arrows e Jaguar confermarono le novità tecniche già utilizzate a Budapest, mentre la Minardi fabbricò un nuovo cambio. Più corpose le modifiche sulle Prost, che adottarono nuove sospensioni posteriori con struttura deformabile e un nuovo semiasse, caratterizzato da un grosso profilo estrattore.
La Jordan e la BAR non confermarono invece le novità apportate in Ungheria e non portarono alcuna nuova soluzione visto che entrambe le squadre stavano già lavorando alla progettazione della vettura per la stagione seguente.

### Aspetti sportivi

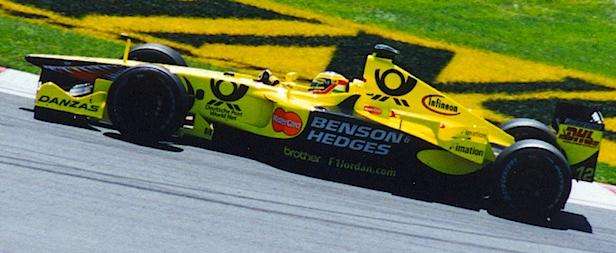
Jarno Trulli alla guida della Jordan nel 2001. Durante il fine settimana venne annunciato il suo passaggio alla Renault per la stagione seguente.

Nel fine settimana del Gran Premio venne reso noto il passaggio di Giancarlo Fisichella alla Jordan in uno scambio che avrebbe portato Jarno Trulli alla Renault per la stagione successiva. Il pilota romano aveva infatti chiesto a Flavio Briatore, direttore tecnico del team, un rinnovo triennale del contratto, ma gli venne rifiutato. L'appuntamento belga rappresentò l'ultima gara in Formula 1 per Tarso Marques che, a partire dalla gara di Monza, sarebbe stato sostituito da Alex Yoong, sostenuto dal governo malese e dalla società di scommesse Magnum.
La Prost rinnovò poi con la Ferrari l'accordo per la fornitura di motori anche per la stagione 2002. Sempre in tema di propulsori divenne ufficiale il passaggio per il campionato successivo della Minardi ai motori Asiatech, forniti a titolo gratuito e in versione aggiornata rispetto a quelli utilizzati dalla Arrows. Infine la McLaren rinnovò il contratto di sponsorizzazione con la Mobil 1.
Ai box era inoltre presente l'ex campione del mondo Nigel Mansell, reduce da un'esibizione a Donington alla guida di una Jordan biposto.

## Prove libere

### Resoconto
Durante la sessione di prove del venerdì Michael Schumacher sfruttò la pista asciutta nei primi minuti per marcare il miglior crono in 1'48"655. A seguito di un violento scroscio d'acqua, però, fu anche protagonista di un incidente, per molti aspetti analogo a quello avvenuto con Coulthard nell'edizione 1998: il pilota tedesco, che stava entrando nel Raidillon, non riuscì a vedere in tempo la Jaguar di Pedro de la Rosa e la tamponò, danneggiando il proprio alettone e ritrovandosi con la gomma anteriore destra bloccata. Schumacher, pur se deluso dal fatto di aver perso un'ora di prove, si dimostrò tranquillo, affermando che per lui si trattava di un normale incidente. Medesimo fu lo stato d'animo di De la Rosa, che non si scompose particolarmente per l'accaduto. Il secondo miglior tempo fu ottenuto, invece, da Jarno Trulli che precedeva l'altro ferrarista Barrichello e Giancarlo Fisichella. Più in difficoltà le McLaren, con Häkkinen quinto e Coulthard costretto ai box per tutta la mattinata a causa di un contatto con un guard-rail che aveva danneggiato la sua vettura. Ancora più indietro le Williams, con Ralf Schumacher settimo con la nuova versione della FW23 e Montoya sedicesimo.
Proprio le vetture del team di Grove si imposero nella sessione del sabato facendo registrare i migliori parziali, staccando nettamente Häkkinen, terzo a circa un secondo. Tra l'altro le prove partirono con due ore di ritardo per l'impossibilità dell'elicottero medico di decollare e durarono appena quarantacinque minuti.

### Risultati
Nella prima sessione del venerdì, si ebbe la seguente situazione:
| Pos | Pilota             | Squadra/Motore | Tempo    |
| --- | ------------------ | -------------- | -------- |
| 1   | Michael Schumacher | Ferrari        | 1'48"655 |
| 2   | Jarno Trulli       | Jordan - Honda | 1'49"404 |
| 3   | Rubens Barrichello | Ferrari        | 1'49"456 |

Nella seconda sessione del venerdì, si ebbe la seguente situazione:
| Pos | Pilota               | Squadra/Motore     | Tempo    |
| --- | -------------------- | ------------------ | -------- |
| 1   | Giancarlo Fisichella | Benetton - Renault | 1'50"192 |
| 2   | Michael Schumacher   | Ferrari            | 1'50"409 |
| 3   | Rubens Barrichello   | Ferrari            | 1'50"417 |

Nella prima sessione del sabato, si ebbe la seguente situazione:
| Pos | Pilota             | Squadra/Motore     | Tempo    |
| --- | ------------------ | ------------------ | -------- |
| 1   | Juan Pablo Montoya | Williams - BMW     | 1'47"494 |
| 2   | Ralf Schumacher    | Williams - BMW     | 1'47"768 |
| 3   | Mika Häkkinen      | McLaren - Mercedes | 1'48"465 |

## Qualifiche

### Resoconto

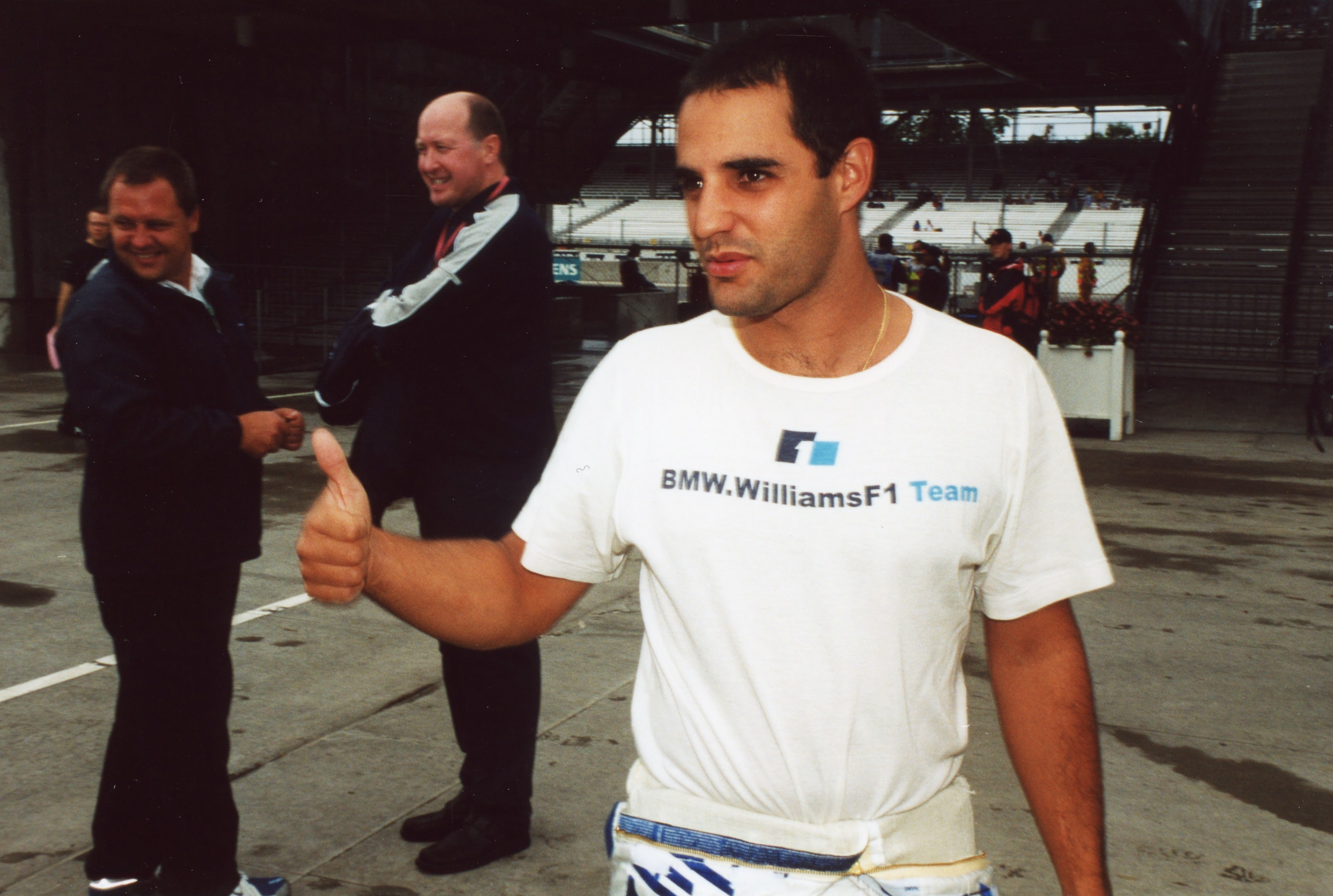
Juan Pablo Montoya, qui fotografato nel 2002, alla seconda pole position in carriera

La sessione di qualifiche del sabato si svolse con la pista che andava progressivamente asciugandosi: in questa situazione, le gomme della Michelin risultarono più competitive delle Bridgestone e questo, insieme con una buona scelta di tempo nello scendere in pista, permise alla Williams - BMW di conquistare la prima fila, con Montoya in pole position e Ralf Schumacher secondo. Le monoposto inglesi costruirono il loro vantaggio in particolar modo nel settore centrale, girando in quel tratto un secondo e mezzo più veloce di Michael Schumacher, abile a sfruttare l'ultimo tentativo a sua disposizione per ottenere la terza piazza sulla griglia di partenza. La superiorità delle gomme francesi venne comunque confermata anche dall'ottima prestazione di Frentzen, quarto con la Prost. Quinto tempo per Barrichello, unico pilota tra i primi ad aver ottenuto il suo miglior tempo con gomme intermedie, seguito dalla BAR di Villeneuve, la McLaren di Häkkinen e la Benetton di Fisichella. Solo nono Coulthard, giunto davanti a Pedro de la Rosa. La sesta fila venne invece occupata da Olivier Panis e Kimi Räikkönen, i quali erano seguiti da Jean Alesi, alla sua seconda gara in Jordan, e Nick Heidfeld. Proprio il francese era riuscito a precedere il compagno di squadra Jarno Trulli, giunto solo sedicesimo e preceduto pure da Jenson Button. Eddie Irvine e Luciano Burti, invece, non andarono oltre la nona fila, mentre le ultime quattro posizioni erano occupate da Jos Verstappen, Fernando Alonso, Enrique Bernoldi e Tarso Marques.
Le due Arrows e le due Minardi, nonostante superassero il limite del 107%, necessario per poter prendere parte alla gara, vennero comunque ammesse sullo schieramento di partenza in ragione del fatto che le qualifiche si disputarono in condizioni di natura eccezionale. Per la stessa ragione venne rigettato dai commissari il reclamo sporto da Ron Dennis contro diciassette vetture, tra cui quella del suo pilota Coulthard, che avevano migliorato i propri tempi sul giro in regime di bandiere gialle dopo che la Sauber di Nick Heidfeld si era arrestata in una posizione pericolosa.

### Risultati
| Pos                         | Nº | Pilota                | Costruttore        | Pneumatici | Tempo    | Distacco |
| --------------------------- | -- | --------------------- | ------------------ | ---------- | -------- | -------- |
| 1                           | 6  | Juan Pablo Montoya    | Williams - BMW     | M          | 1'52"072 |          |
| 2                           | 5  | Ralf Schumacher       | Williams - BMW     | M          | 1'52"959 | +0"887   |
| 3                           | 1  | Michael Schumacher    | Ferrari            | B          | 1'54"685 | +2"613   |
| 4                           | 22 | Heinz-Harald Frentzen | Prost - Acer       | M          | 1'55"233 | +3"161   |
| 5                           | 2  | Rubens Barrichello    | Ferrari            | B          | 1'56"116 | +4"044   |
| 6                           | 10 | Jacques Villeneuve    | BAR - Honda        | B          | 1'57"038 | +4"966   |
| 7                           | 3  | Mika Häkkinen         | McLaren - Mercedes | B          | 1'57"043 | +4"971   |
| 8                           | 7  | Giancarlo Fisichella  | Benetton - Renault | M          | 1'57"668 | +5"596   |
| 9                           | 4  | David Coulthard       | McLaren - Mercedes | B          | 1'58"008 | +5"936   |
| 10                          | 19 | Pedro de la Rosa      | Jaguar - Ford      | M          | 1'58"519 | +6"447   |
| 11                          | 9  | Olivier Panis         | BAR - Honda        | B          | 1'58"838 | +6"776   |
| 12                          | 17 | Kimi Räikkönen        | Sauber - Petronas  | B          | 1'59"050 | +6"978   |
| 13                          | 12 | Jean Alesi            | Jordan - Honda     | B          | 1'59"128 | +7"056   |
| 14                          | 16 | Nick Heidfeld         | Sauber - Petronas  | B          | 1'59"302 | +7"230   |
| 15                          | 8  | Jenson Button         | Benetton - Renault | M          | 1'59"587 | +7"515   |
| 16                          | 11 | Jarno Trulli          | Jordan - Honda     | B          | 1'59"647 | +7"575   |
| 17                          | 18 | Eddie Irvine          | Jaguar - Ford      | M          | 1'59"689 | +7"617   |
| 18                          | 23 | Luciano Burti         | Prost - Acer       | M          | 1'59"900 | +7"828   |
| Tempo limite 107%: 1:59.917 |    |                       |                    |            |          |          |
| 19                          | 14 | Jos Verstappen        | Arrows - Asiatech  | B          | 2'02"039 | +9"967   |
| 20                          | 21 | Fernando Alonso       | Minardi - European | M          | 2'02"594 | +10"522  |
| 21                          | 15 | Enrique Bernoldi      | Arrows - Asiatech  | B          | 2'03"048 | +10"976  |
| 22                          | 20 | Tarso Marques         | Minardi - European | M          | 2'04"204 | +12"132  |

## Warm up

### Resoconto
Nel warm up, disputato su pista asciutta, il miglior tempo venne ottenuto da Michael Schumacher, con un parziale di 1'49"495. Il tedesco era seguito da Mika Häkkinen, mentre Juan Pablo Montoya, che aveva ottenuto il miglior tempo durante le qualifiche non andò oltre il settimo posto.
Durante questa sessione di prove, poi, Fernando Alonso fu protagonista di un incidente in cui distrusse completamente la sua Minardi. Lo spagnolo, infatti, perse il controllo della monoposto all'uscita della curva Stavelot, colpendo le barriere di protezione in maniera violenta. Risultò comunque illeso e poté così prendere parte alla gara.

### Risultati
Nel warm up si ebbe la seguente situazione:
| Pos | Pilota             | Costruttore        | Tempo    |
| --- | ------------------ | ------------------ | -------- |
| 1   | Michael Schumacher | Ferrari            | 1'49"495 |
| 2   | Mika Häkkinen      | McLaren - Mercedes | 1'50"694 |
| 3   | Kimi Räikkönen     | Sauber - Petronas  | 1'50"738 |

## Gara

### Resoconto

#### Prima partenza

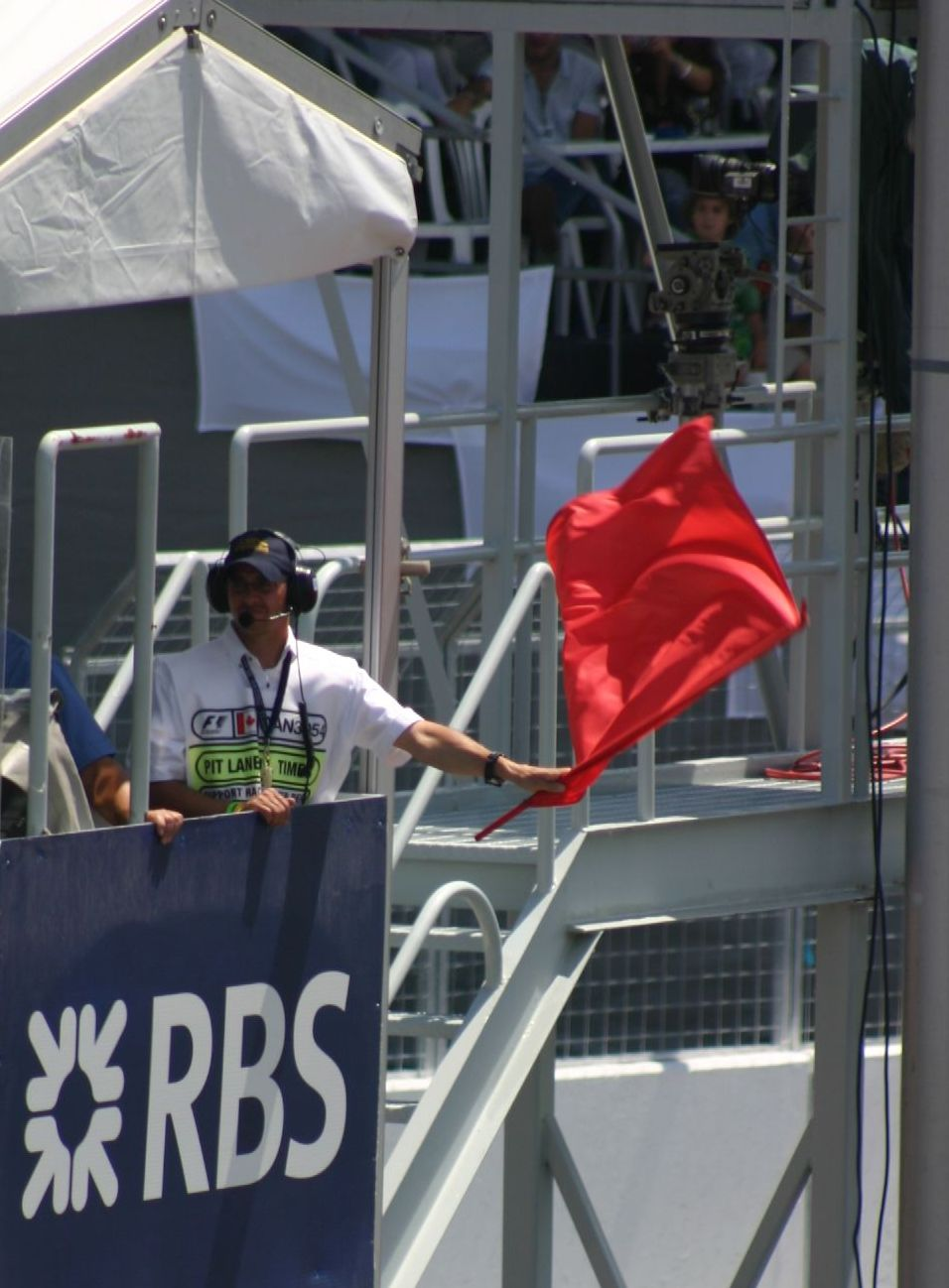
Un commissario espone una bandiera rossa, che indica la sospensione della gara

Il Gran Premio si svolse domenica 2 settembre davanti a circa 85 000 spettatori. La partenza dovette essere ripetuta più volte: a pochi secondi dal via, infatti, si spensero i motori delle monoposto sia di Tarso Marques sia di Heinz-Harald Frentzen e furono costretti a ripartire dal fondo dello schieramento. Il tedesco decise quindi di modificare la propria strategia di gara, passando dalle due soste che aveva programmato a un'unica fermata ai box. Una volta ripetuta la procedura, fu Montoya a incappare nel medesimo errore prima del giro di ricognizione e a subire analogo trattamento.
La gara venne quindi accorciata di due giri e alla partenza Ralf Schumacher riuscì a mantenere il comando della corsa, seguito dalle due Ferrari del fratello Michael e di Barrichello, che a loro volta precedevano Fisichella, Villeneuve, Häkkinen e Coulthard. Il tedesco della Ferrari, già nel corso del primo passaggio, riuscì a portarsi in testa, superando il fratello in staccata a Les Combes, mentre i due piloti McLaren sopravanzavano il canadese della BAR. Al passaggio successivo fu invece Jean Alesi a guadagnare due posizioni, scavalcando sia De la Rosa sia Panis, e portandosi al decimo posto. Nel corso del terzo giro fu costretto ad abbandonare la corsa Fernando Alonso a causa di un problema alla trasmissione, mentre Fisichella perdeva due posizioni a favore dei piloti McLaren.
Al quinto giro Burti tentò un sorpasso ai danni di Irvine alla curva Blanchimont. Il nordirlandese, non aspettandosi un attacco del brasiliano in quel punto della pista, chiuse la traiettoria e urtò la Prost, che perse l'alettone e divenne praticamente ingovernabile: Burti, non più in grado di controllare la propria vettura, si schiantò a 250 chilometri orari contro le barriere di protezione. 
I commissari (aiutati da Irvine, la cui auto si era fermata poco più avanti nella via di fuga) impiegarono diversi minuti per estrarre la monoposto (distrutta quasi completamente, con l'eccezione dell'abitacolo) dalle gomme di protezione, ma Burti riportò solamente una commozione cerebrale. Ciononostante, questo incidente segnò di fatto la fine della carriera del brasiliano in Formula 1. La gara venne sospesa con l'esposizione della bandiera rossa e si rese quindi necessaria una nuova partenza, con i piloti schierati nell'ordine che avevano due giri prima dell'interruzione. Alonso, Räikkönen, Irvine e Burti (quest'ultimo trasferito all'ospedale di Liegi per accertamenti) non presero parte a questa seconda partenza, essendosi ritirati prima della sospensione della corsa.

#### Seconda partenza

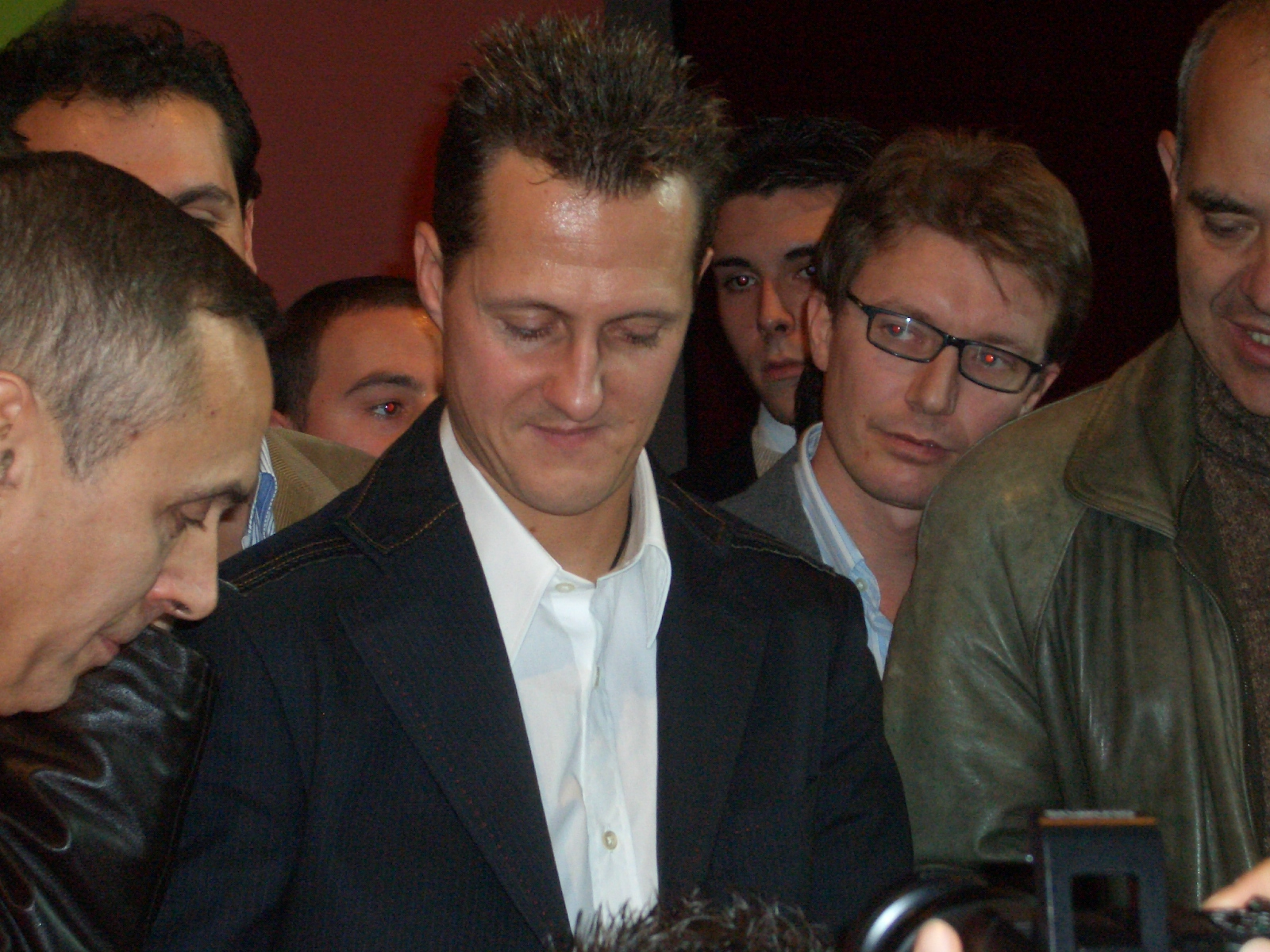
Michael Schumacher, qui fotografato nel 2006, superò al Gran Premio del Belgio 2001 il record di vittorie appartenente ad Alain Prost, conquistando il suo cinquantaduesimo successo

Basandosi sul regolamento, la durata della gara a partire dalla ripartenza venne stabilita in trentasei giri. All'avvio del giro di ricognizione, la Williams di Ralf Schumacher rimase ferma sullo schieramento, sollevata sui cavalletti per permettere ai meccanici di completare alcune riparazioni, senza incorrere nella penalità prevista nel caso in cui avessero continuato a lavorare sulla monoposto a quindici secondi dall'inizio della procedura di partenza. Il pilota tedesco fu però costretto a schierarsi in fondo al gruppo.
Al via, Michael Schumacher mantenne la testa della corsa davanti a Fisichella, Barrichello, Coulthard, Button, Häkkinen e Trulli. Al centro dello schieramento, invece, Montoya si toccò con de la Rosa, coinvolgendo nel contatto pure il tedesco Nick Heidfeld. Questi ultimi furono costretti al ritiro, mentre il colombiano poté continuare la gara, ma al passaggio seguente il suo propulsore cedette e dovette abbandonare. Nel frattempo Häkkinen riuscì a portarsi in quinta posizione sopravanzando Button, che nel giro di pochi passaggi venne superato anche da Trulli, Alesi e Jacques Villeneuve. Fisichella, avendo un ritmo gara inferiore a quello di Schumacher, permise al tedesco di accumulare un buon vantaggio, mentre coloro che lo seguivano non riuscivano a passarlo.
Al sesto giro Trulli fu il primo a rifornire, visto che in precedenza nessuno aveva approfittato dell'interruzione della gara per eseguire la sosta ai box in quanto questo avrebbe comportato l'arretramento all'ultima posizione in griglia. Nei giri seguenti venne imitato da tutti gli altri piloti, che, eccezion fatta per Barrichello, mantennero le medesime posizioni. Il brasiliano, infatti, scivolò dietro a Mika Häkkinen, al quinto posto. Nel frattempo Panis venne penalizzato con uno stop&go di dieci secondi per aver superato la linea bianca che marca l'uscita dalla pit-lane. Intanto Barrichello, nel tentativo di guadagnare la quarta piazza, urtò delle gomme alla variante Bus Stop e fu costretto a rientrare ai box per cambiare il musetto. Durante lo stesso passaggio, a causa di un incidente Button fu costretto al ritiro. Fisichella continuava a occupare la seconda piazza, rallentando Coulthard, più veloce del pilota romano, ma non in grado di sopravanzarlo e permettendo quindi a Schumacher di ampliare ulteriormente il suo margine nei confronti degli inseguitori.

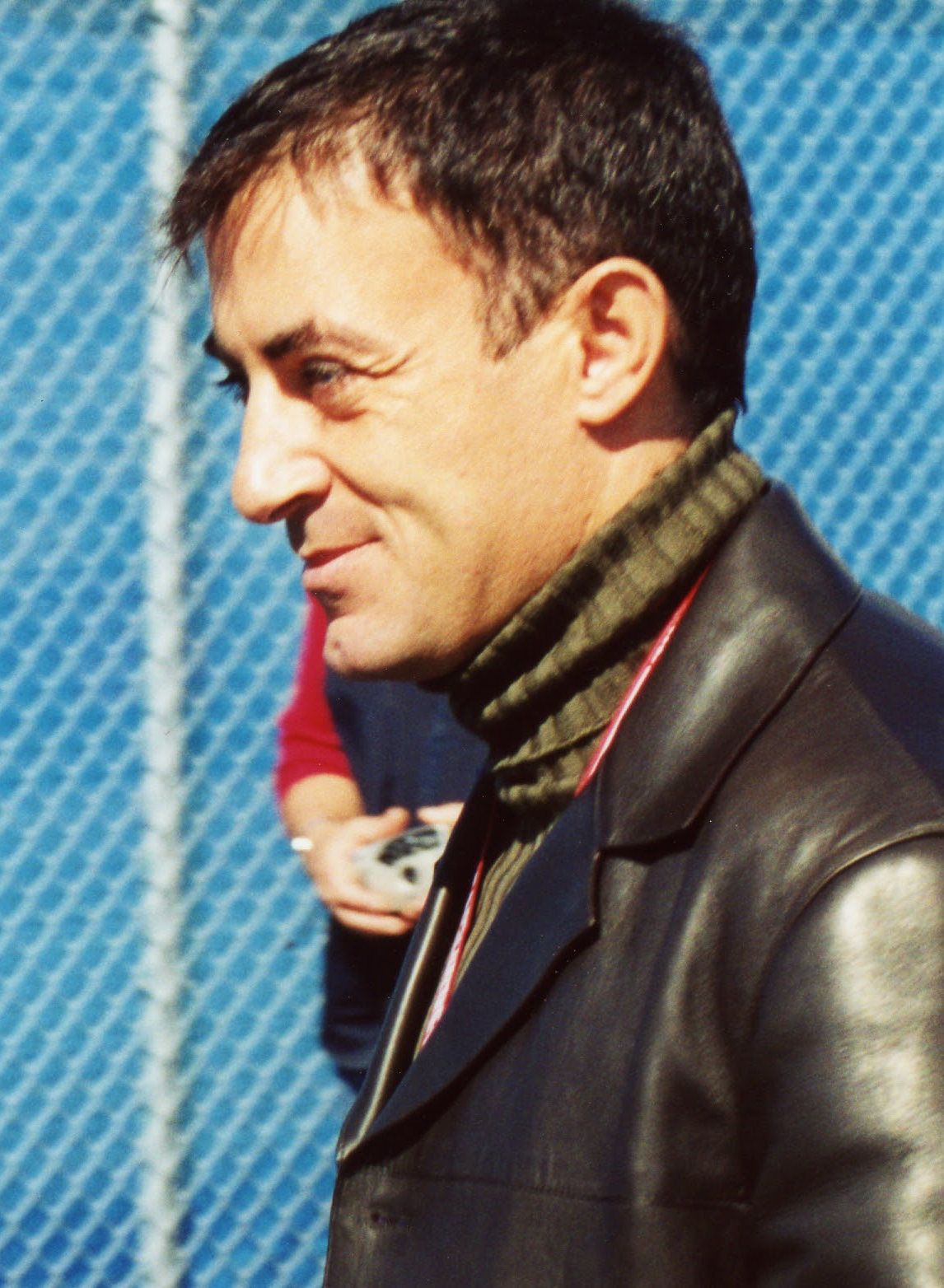
Jean Alesi, per l'ultima volta a punti nella sua carriera

Al diciannovesimo giro Trulli iniziò la seconda tornata di soste ai box; l'ultimo a rifornire fu proprio il leader della gara, che rifornì al venticinquesimo passaggio. Da questo momento il tedesco della Ferrari si limitò ad amministrare il proprio vantaggio. Tre giri dopo Coulthard riuscì a portarsi molto vicino a Fisichella, rallentato dal doppiaggio della Arrows di Bernoldi, e successivamente a passarlo. La nuova classifica che si andava delineando vedeva Schumacher in testa, seguito da Coulthard, Fisichella, Häkkinen, Trulli, Alesi, Barrichello e Ralf Schumacher. Il francese della Jordan, pressato ormai da alcuni giri dal brasiliano della Ferrari, fu costretto a cedere la sua posizione nel corso del trentatreesimo giro. Contemporaneamente il suo compagno di squadra dovette ritirarsi.
Il pilota francese, però, si trovava a duellare, per mantenere il sesto posto, con Ralf Schumacher. La buona velocità di punta della sua vettura gli permise comunque di resistere fino alla fine e di mantenere la sua posizione, conquistando così un altro punto nel mondiale. La vittoria andò dunque a Michael Schumacher ed essendo la cinquantaduesima in Formula 1 il pilota tedesco riuscì a battere il precedente record di cinquantuno appartenente ad Alain Prost. Dietro di lui giunsero Coulthard, Fisichella, che conquistò l'ultimo e centoduesimo podio nella storia della Benetton, Häkkinen, Barrichello e, appunto, Alesi, per l'ultima volta a punti in carriera.

### Classifica
| Pos | Nº | Pilota                | Costruttore        | Pneumatici | Giri | Tempo/Ritiro/Media          | 1ª Partenza | 2ª Partenza | Punti |
| --- | -- | --------------------- | ------------------ | ---------- | ---- | --------------------------- | ----------- | ----------- | ----- |
| 1   | 1  | Michael Schumacher    | Ferrari            | B          | 36   | 1h08'05"002 - 221,050 km/h  | 3           | 1           | 10    |
| 2   | 4  | David Coulthard       | McLaren - Mercedes | B          | 36   | +10"098                     | 9           | 5           | 6     |
| 3   | 7  | Giancarlo Fisichella  | Benetton - Renault | M          | 36   | +27"742                     | 8           | 6           | 4     |
| 4   | 3  | Mika Häkkinen         | McLaren - Mercedes | B          | 36   | +36"087                     | 7           | 4           | 3     |
| 5   | 2  | Rubens Barrichello    | Ferrari            | B          | 36   | +54"521                     | 5           | 3           | 2     |
| 6   | 12 | Jean Alesi            | Jordan - Honda     | B          | 36   | +59"684                     | 13          | 8           | 1     |
| 7   | 5  | Ralf Schumacher       | Williams - BMW     | M          | 36   | +59"986                     | 2           | 2           |       |
| 8   | 10 | Jacques Villeneuve    | BAR - Honda        | B          | 36   | +1'04"970                   | 6           | 7           |       |
| 9   | 22 | Heinz-Harald Frentzen | Prost - Acer       | M          | 35   | +1 giro                     | 4           | 15          |       |
| 10  | 14 | Jos Verstappen        | Arrows - Asiatech  | B          | 35   | +1 giro                     | 19          | 16          |       |
| 11  | 9  | Olivier Panis         | BAR - Honda        | B          | 35   | +1 giro                     | 11          | 13          |       |
| 12  | 15 | Enrique Bernoldi      | Arrows - Asiatech  | B          | 35   | +1 giro                     | 21          | 17          |       |
| 13  | 20 | Tarso Marques         | Minardi - European | M          | 32   | +4 giri                     | 22          | 18          |       |
| Rit | 11 | Jarno Trulli          | Jordan - Honda     | B          | 31   | Motore (5º)                 | 16          | 12          |       |
| Rit | 8  | Jenson Button         | Benetton - Renault | M          | 17   | Uscita di pista (9º)        | 15          | 9           |       |
| Rit | 6  | Juan Pablo Montoya    | Williams - BMW     | M          | 1    | Motore (15º)                | 1           | 14          |       |
| Rit | 19 | Pedro de la Rosa      | Jaguar - Ford      | M          | 1    | Collisione con N.Heidfeld   | 10          | 10          |       |
| Rit | 16 | Nick Heidfeld         | Sauber - Petronas  | B          | 0    | Collisione con P.de la Rosa | 14          | 11          |       |
| NP  | 17 | Kimi Räikkönen        | Sauber - Petronas  | B          | 0    | Trasmissione                | 12          |             |       |
| NP  | 18 | Eddie Irvine          | Jaguar - Ford      | M          | 0    | Collisione con L.Burti      | 17          |             |       |
| NP  | 23 | Luciano Burti         | Prost - Acer       | M          | 0    | Collisione con E.Irvine     | 18          |             |       |
| NP  | 21 | Fernando Alonso       | Minardi - European | M          | 0    | Trasmissione                | 20          |             |       |

## Polemiche dopo la gara
Nel dopo gara tenne banco principalmente la polemica tra Luciano Burti ed Eddie Irvine a seguito dell'incidente. Dall'ospedale di Liegi arrivarono voci che il pilota brasiliano si fosse duramente scagliato contro il nordirlandese accusandolo di essere il principale colpevole dell'incidente. Quest'ultimo si difese dicendo di non aspettarsi un attacco in quel punto della pista e di essere rimasto sorpreso. Burti, però, ad alcuni giorni dall'accaduto disse di non aver mai fatto tali affermazioni, visto che non ricordava niente e non poteva dunque attribuire a Irvine alcuna responsabilità precisa. Flavio Briatore, commentando l'episodio, disse che il pilota della Jaguar aveva commesso un errore e per questo meritava una sospensione, ma alla fine i commissari di gara della FIA giudicarono l'accaduto come un normale incidente di gara.
Per quel che riguarda le interviste al termine del Gran Premio, Michael Schumacher affermò che la giornata era stata perfetta e di essere stato fortunato a ritrovarsi Fisichella alle sue spalle dopo la seconda partenza. Non mancò inoltre di ringraziare ironicamente il fratello Ralf e la Williams per l'errore commesso, visto che, a suo dire, altrimenti la sua corsa sarebbe stata molto più difficile. In casa McLaren David Coulthard, giunto secondo, disse di aver fatto tutto il possibile con la vettura che aveva a disposizione, ma non mancò di fare i complimenti al rivale della Benetton, in grado di tenerlo dietro per buona parte della corsa, cosa che fece anche Ron Dennis. Simili le dichiarazioni rilasciate da Mika Häkkinen, che affermò di non aver potuto portare l'attacco ai piloti che aveva davanti, in quanto afflitto da problemi di bilanciamento della sua McLaren. Fisichella, invece, espresse soddisfazione soprattutto per i miglioramenti tecnici apportati sulla sua monoposto, che risultava così più guidabile e più facile da assettare, dichiarandosi fiducioso anche per il successivo Gran Premio d'Italia.

## Classifiche

### Piloti
| Pos. | Pilota                | Punti |
| ---- | --------------------- | ----- |
| 1    | Michael Schumacher    | 104   |
| 2    | David Coulthard       | 57    |
| 3    | Rubens Barrichello    | 48    |
| 4    | Ralf Schumacher       | 44    |
| 5    | Mika Häkkinen         | 24    |
| 6    | Juan Pablo Montoya    | 15    |
| 7    | Jacques Villeneuve    | 11    |
| 7    | Nick Heidfeld         | 11    |
| 9    | Kimi Räikkönen        | 9     |
| 9    | Jarno Trulli          | 9     |
| 11   | Giancarlo Fisichella  | 8     |
| 12   | Heinz-Harald Frentzen | 6     |
| 13   | Olivier Panis         | 5     |
| 13   | Jean Alesi            | 5     |
| 15   | Eddie Irvine          | 4     |
| 16   | Jenson Button         | 2     |
| 17   | Pedro de la Rosa      | 1     |
| 17   | Jos Verstappen        | 1     |

### Costruttori
| Pos. | Team               | Punti |
| ---- | ------------------ | ----- |
| 1    | Ferrari            | 152   |
| 2    | McLaren - Mercedes | 81    |
| 3    | Williams - BMW     | 59    |
| 4    | Sauber - Petronas  | 20    |
| 5    | BAR - Honda        | 16    |
| 5    | Jordan - Honda     | 16    |
| 7    | Benetton - Renault | 10    |
| 8    | Jaguar - Ford      | 5     |
| 9    | Prost - Acer       | 4     |
| 10   | Arrows - Asiatech  | 1     |